# Химатнагар
Химатна́гар (англ. Himatnagar, гудж. હિંમતનગર) — город и муниципалитет в индийском штате Гуджарат. Административный центр округа Сабаркантха. Расположен на берегах реки Хатмати. Название в буквальном переводе означает «город доблести». 

## История
Основан в 1426 году султаном Ахмедом I (1411—1443).

## Население
Население города по данным на 2001 год составляло 56 464 человека. Основные языки населения — гуджарати и хинди. Уровень грамотности в 2001 году составлял 77 %.